# Spergola
Spergola è un vitigno a bacca bianca originario della zona collinare di Scandiano e Canossa nella provincia di Reggio Emilia in Emilia-Romagna, per molto tempo confuso con il Sauvignon.

## Storia
Le fonti storiche che trattano per prime dell'esistenza del vitigno Spergola sono riferite a una citazione fatta da Bianca Cappello, moglie del granduca di Toscana Francesco I de' Medici, nel '500.
Nel tempo ha ricevuto denominazioni diverse : il marchese Vincenzo Tanara nel 1644 lo chiama Pellegrina Pellegrina o Pomoria, nel 1811 viene indicato da Claudio Dalla Fossa col nome di Spergolina e nel 1839 ne nomina due tipologie il conte Giorgio Gallesio : Spargolina normale e Spargolina molle.

## Caratteristiche
Il vitigno ha la caratteristica di presentare i propri grappoli in forma alata, ossia i grappoli di maggiori dimensioni hanno un altro grappolo di minore dimensione. Il grappolo è formato da acini di dimensioni medie tendenti al piccolo. Da tale vitigno, si ricava uno spumante o un vino bianco frizzante.